# Зелёные щи
Багряна ветчина, зелёны щи с желтком,

Румяно-жёлт пирог, сыр белый, раки красны,

Что смоль, янтарь-икра, и с голубым пером

Там щука пёстрая — прекрасны!
Зелёные щи — овощной суп, основным ингредиентом которого является пюре из щавеля и шпината, иногда крапивы и сныти. Весеннее жидкое кушанье русской кухни, которое подают как горячим, так и холодным. Разновидность щавелевого или крапивного супов. Вопреки названию, зелёные щи обычно не содержат ни свежей, ни квашеной капусты. Горячие щи с дикорастущей зеленью вместо капусты на Руси начинали готовить в мае, со дня «Мавра — Зелёные щи», когда истощались зимние запасы капусты.
Зелёные щи варят как на мясном или рыбном бульоне, так и на воде. В «горячем» варианте перебранную и промытую зелень предварительно припускают и протирают через сито. В некоторых рецептах, чтобы щавель не потерял цвета, его добавляют сырым в самом конце варки супа с картофелем и пассерованными в масле кореньями и репчатым луком. Зелёные щи сервируют со сметаной, половинкой или четвертинкой сваренного вкрутую яйца, а также кусочками мяса, сосисками, рыбой или головизной.
Холодные зелёные щи обнаруживают сходство с холодным борщом. Их готовят на приправленном солью и сахаром, прокипячённом и охлаждённом отваре с протёртым через сито щавелём и шпинатом, в который добавляют отдельно отваренный, охлаждённый и нарезанный кубиками картофель, мелко нарезанные зелёный лук и свежие огурцы. Перед подачей холодные зелёные щи заправляют сметаной и рубленой зеленью, в зависимости от рецепта сервируют с нарезанным крутым яйцом, кусочками отварного мяса (обычно нежирной свинины, крольчатины или телятины) или рыбы (преимущественно белуги, осетрины, севрюги, морского окуня или трески).
Зелёные щи являются важным источником витамина С, каротина и микроэлементов. Тем не менее, их исключают из ряда лечебных диет и ограничивают в питании детей и лиц пожилого возраста из-за наличия в блюде значительного количества щавелевой кислоты и её кислых солей, способствующих отложению солей и связыванию кальция.